# Du & jag döden
Du & jag döden – szósty album szwedzkiej grupy rockowej Kent wydany 15 marca 2005.
Tytuł płyty oznacza Ty i ja jesteśmy martwi, a śmierć jest motywem przewodnim płyty. Album został sprzedany w nakładzie wynoszącym ponad 200 000 egzemplarzy.

## Lista utworów
Wszystkie piosenki są autorstwa Joakima Berga (piosenki: 5, 7 i 9 współtworzył Martin Sköld)
1. "400 slag" – 4:58
2. "Du är ånga" – 3:51
3. "Den döda vinkeln" – 4:19
4. "Du var min armé" – 3:30
5. "Palace & Main" – 4:05
6. "Järnspöken"* – 3:48
7. "Klåparen" – 5:25
8. "Max 500" – 3:35
9. "Romeo återvänder ensam" – 4:03
10. "Rosor & palmblad" – 4:05
11. "Mannen i den vita hatten (16 år senare)" – 6:38

- Tytuł piosenki Järnspöken to szwedzka gra słów: Hjärnspöken to wymyślony duch ("Hjärna" to po szwedzku "umysł", a "spöken" to "zjawa"), podczas gdy samo järn oznacza żelazo (obydwa słowa wymawiane są w identyczny sposób).

## Single
- Max 500 – 9 lutego 2005
- Palace & Main – 4 maja 2005
- Den döda vinkeln – 31 sierpnia 2005